# Gotha WD.2
El Gotha WD.2 (Wasser Doppeldecker, Biplano Acuático) y sus derivados fueron una familia de aviones militares de reconocimiento producida en Alemania justo antes y durante la primera parte de la Primera Guerra Mundial.

## Diseño y desarrollo
El WD.2 era un desarrollo del Avro 503, que había sido construido bajo licencia por Gotha como WD.1, y como él, era un biplano de tres vanos convencional con cabinas abiertas en tándem. El tren de aterrizaje comprendía dos flotadores gemelos, y omitía el pequeño flotador que estaba debajo de la cola del WD.1. Los aparatos construidos para la Marina Imperial alemana estaban desarmados, pero los suministrados a los Escuadrones de Aviación del Imperio Otomano llevaban una ametralladora de 7,92 mm en un montaje de aro en el ala superior, accesible para el observador, cuyo asiento estaba situado directamente debajo de él.
En un intento por aumentar las prestaciones, un WD.2 fue construido con la envergadura reducida y su motor Benz Bz.III fue reemplazado por el más potente Mercedes D.III. Designado como WD.5, no se construyeron más ejemplares con esta configuración, pero sirvió como patrón para el WD.9, construido en pequeñas series. Se diferenciaba del prototipo WD.5 por tener una ametralladora flexible de 7,92 mm situada en la cabina trasera, en la que el observador había sido recolocado. Uno de estos aviones fue suministrado a la Marina, yendo el resto del lote al Imperio Otomano, aunque con el menos potente motor del WD.2.
El último miembro de la familia en fabricarse en cantidad fue el WD.12 con motor D.III, una versión desarmada que presentaba mayor atención a la aerodinámica del avión, en su mayor parte especialmente alrededor del área del motor, que ahora disponía de una capota ajustada y de un tapacubos para la hélice. De nuevo, este modelo fue suministrado tanto a Alemania como al Imperio Otomano. Le siguió en la producción una pequeña cantidad de WD.13, esencialmente similar, pero usando de nuevo el menos potente Bz.III.
Finalmente, se construyeron dos WD.15, después de un considerable rediseño del avión. Poseían el fuselaje recubierto de contrachapado, en oposición al recubrimiento de tela usado en los anteriores miembros de la familia, y estaban equipados con motores Mercedes D.IVa.

## Variantes

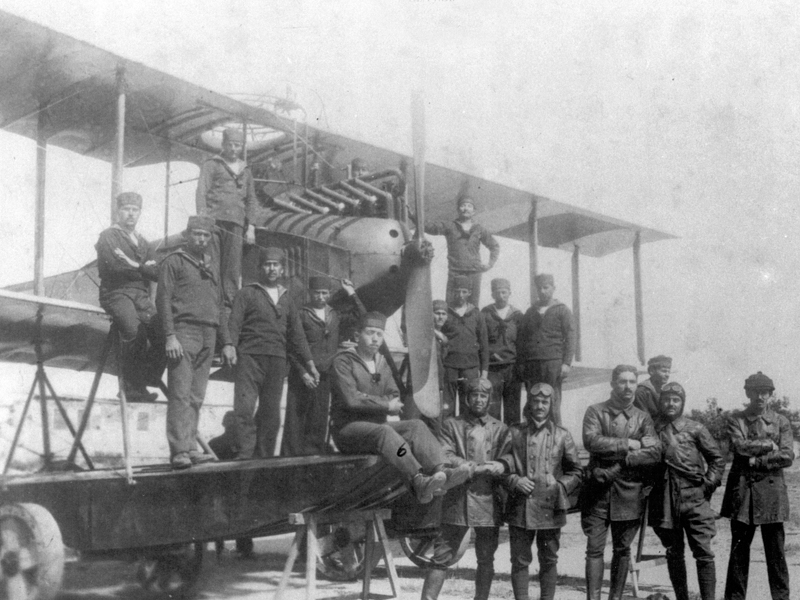
Gotha WD.2 y personal del Primer Escuadrón Naval de Vuelo otomano.

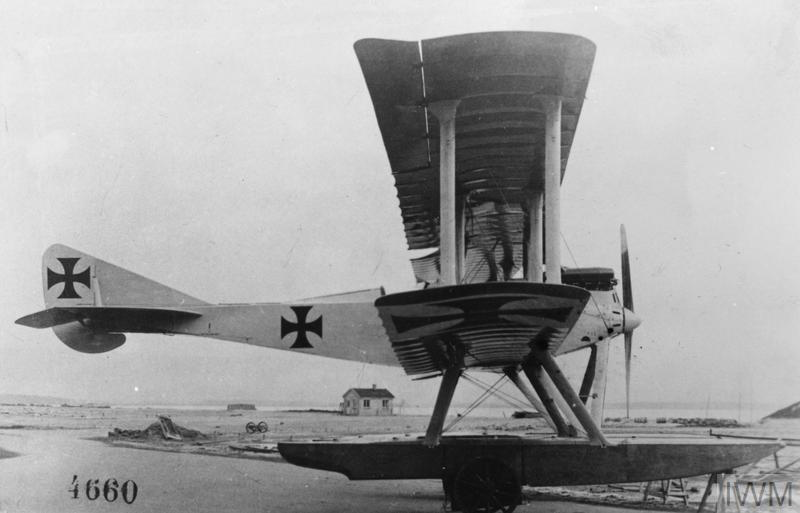
Gotha WD.12 en tierra.

WD.2
Versión desarmada con motor Benz Bz.III, envergadura de 16,43 m.
WD.2a
Versión del WD.2 con envergadura corta de 15,6 m.
WD.5
Versión desarmada con motor Mercedes D.III, uno construido.
WD.9
Versión armada con motor Mercedes D.III (Alemania) o Benz Bz.III (Imperio Otomano).
WD.12
Versión desarmada con motor Mercedes D.III.
WD.13
Versión desarmada con motor Benz Bz.III.
WD.15
Versión con fuselaje recubierto de contrachapado y motor Mercedes D.IVa.

## Operadores
Imperio alemán
- Marina Imperial alemana

 Imperio otomano
- Escuadrones de Aviación del Imperio Otomano

## Especificaciones (WD.2)
Referencia datos: German Aircraft of the First World War

### Características generales
- Tripulación: Dos (piloto y observador)
- Longitud: 10,5 m (34,4 ft)
- Envergadura: 15,6 m (51,2 ft)
- Superficie alar: 56 m² (602,8 ft²)
- Peso vacío: 1065 kg (2347,3 lb)
- Peso cargado: 1630 kg (3592,5 lb)
- Planta motriz: 1× motor lineal de 6 cilindros refrigerado por agua Benz Bz.III.
  - Potencia: 110 kW (152 HP; 150 CV)
- Hélices: Bipala de paso fijo

### Rendimiento
- Velocidad máxima operativa (Vno): 112 km/h (70 MPH; 60 kt)
- Alcance: 670 km (362 nmi; 416 mi)
- Techo de vuelo: 3000 m (9843 ft)

## Aeronaves relacionadas

### Desarrollos relacionados
- Gotha WD.1

### Secuencias de designación
- Secuencia WD._ (interna de Gotha, anterior a 1918): WD.1 - WD.2 - WD.3 - WD.4 - WD.5 - WD.7 - WD.8 - WD.9 - WD.11 - WD.12 - WD.13 - WD.14 - WD.15 - WD.17 - WD.20 - WD.22 →